# USENIX
Ассоциация USENIX также известна как «Advanced Computing Technical Association». Была основана в 1975 году под названием «Группа пользователей Unix» («Unix Users Group»), в основном для изучения и разработки Unix и подобных систем. Смена названия на USENIX была реакцией на угрожающее письмо от Western Electric. С тех пор группа превратилась в организацию, уважаемую среди пользователей, разработчиков и исследователей компьютерных операционных систем.
USENIX имеет в своем составе специальную группу для системных администраторов под названием SAGE.
Организация спонсирует ежегодное проведение нескольких конференций и мастер-классов, наиболее примечательными из них являются «Симпозиум USENIX по Разработке и Реализации Операционных Систем» (USENIX Symposium on Operating Systems Design and Implementation, OSDI), «Ежегодная техническая конференция USENIX» (USENIX Annual Technical Conference), «Симпозиум USENIX по безопасности» (USENIX Security Symposium), «Конференция USENIX по технологиям хранения информации» (USENIX Conference on File and Storage Technologies, (FAST)), SAGE и «Конференция по администрированию больших систем» (Large Installation System Administration Conference (LISA)).

## Лауреаты церемонии награждения USENIX за достижения
Эта награда, также известная как «Пламя» («Flame»), ежегодно вручается с 1993 года.
- 2014 Томас Андерсон (en:Thomas E. Anderson)
- 2012 Мэши, Джон (John Mashey)
- 2011 Джир, Дэн (Dan Geer)
- 2010 Каннингем, Уорд
- 2009 Попек, Джеральд
- 2008 Эндрю Таненбаум
- 2007 Ханимэн, Питер
- 2006 Перлман, Радия
- 2005 Стоунбрейкер, Майкл
- 2004 Дуглас Макилрой
- 2003 Рик Адамс (Rick Adams)
- 2002 Джеймс Гослинг
- 2001 Проект GNU и все его участники
- 2000 Стивенс, Ричард (W. Richard Stevens)
- 1999 «Сообщество X Window System»
- 1998 Тим Бернерс-Ли
- 1997 Брайан Керниган
- 1996 The Software Tools Project
- 1995 Создание USENET
- 1994 Сетевые технологии
- 1993 Беркли UNIX

## Дополнительные источники
- USENIX: The Advanced Computing Systems Organization
- SAGE: The USENIX SIG for Sysadmins
- USENIX Flame Award